# Drosophila novitskii
Drosophila novitskii is een vliegensoort uit de familie van de fruitvliegen (Drosophilidae). De wetenschappelijke naam van de soort is voor het eerst geldig gepubliceerd in 1966 door Sulerud and Miller.